# Міла Роберт
Міла Роберт Гергова, відома як Міла Роберт, болгарська співачка, художниця, актриса та активістка.

## Родина
Міла Роберт — дочка співачки та письменниці Вані Штерєвої та баскетболіста Роберта Гергова. 

## Кар'єра
У 2013 році Роберт брав участь у другому сезоні « Х Фактор » на Новому ТБ, де виконав свою версію пісні «Wicked Game» Кріса Айзека.  
Закінчила факультет «Акторської майстерності для драматичного театру» НАТФІЗ «Крастьо Сарафов» за класом професора Івана Добчева у 2019 році.
У 2018 році виходить її перша пісня під назвою «Це наше, Сашо», яка набирає шаленої популярності в соціальних мережах. У цьому ж році вона зробила кавер на пісню Івани «Щось нетипове» під назвою «Сусідський кнайп». 
У 2019 році кавер на пісню «Nobody Can» Азіса.  У кліпі на її пісню він також брав участь. Того ж року вона записала іронічний твір у зв’язку з ремонтом вулиці «Графа Ігнатьєва», яку охрестив «WTF».  
У 2020 році виходить її пісня «Everything Brightens Up», яка також є першим синглом з її майбутнього дебютного альбому «Egotrip».

## ЛГБТІ активізм
Підтримує громадянські права гомосексуалів, бісексуалів і трансгендерів у Болгарії. Роберт виступає на концерті Sofia Pride у 2019 році., 2021 рік, 2022, 2023.
Вона була описана в  статті «Люди з голосом», публікації фонду Сімеона Василєва «GLAS», де зібрані історії 37 правозахисників рівних прав ЛГБТ у Болгарії. 

## Образотворче мистецтво
Роберт малює картини, які продає в Instagram, а також організовує виставки.